# مورفيوس

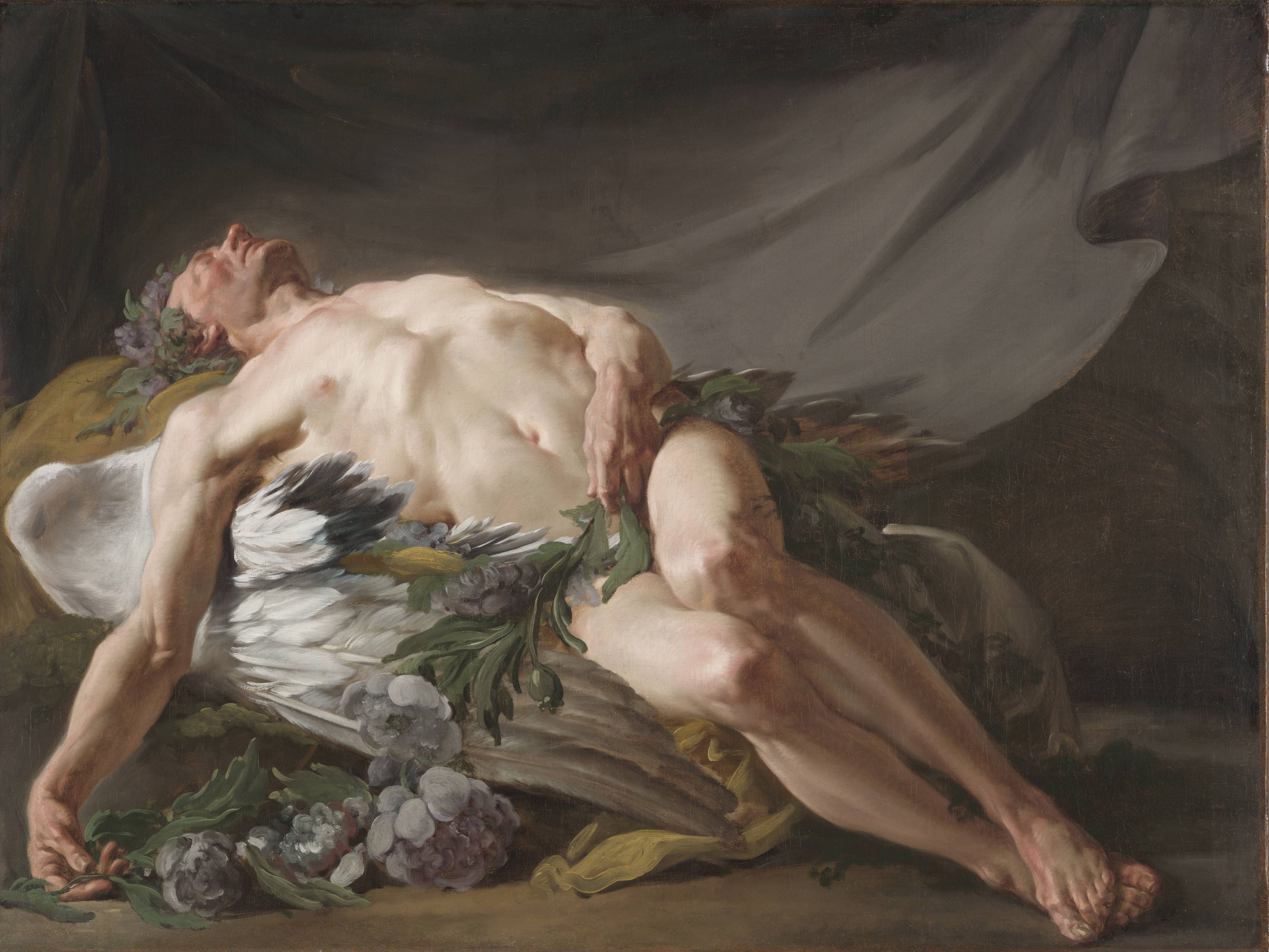
مورفيوس

مورفيوس (Morpheus) يشير إلى إله الأحلام في الأساطير الإغريقية. وهو أحد أبناء هيبنوس إله النوم. كان يعتقد أنه يأخذ شكلاً آدميًا ويظهر للناس في نومهم. وعندما يُقال في الإنجليزية ما معناه «إن شخصًا ما بين يدي مورفيوس» فهذا يعني أنه نائم، وقد اشتق اسمُ مُخدر المورفين من اسم هذه الشخصية.